# Anna Karenina (film fra 1914)
 For alternative betydninger, se Anna Karenina (flertydig). (Se også artikler, som begynder med Anna Karenina)
Anna Karenina (russisk: Анна Каренина) er en russisk stumfilm fra 1914 af Vladimir Gardin.
Filmen er baseret på Lev Tolstojs roman af samme navn fra 1877.

## Medvirkende
- Maria Germanova som Anna Karenina
- Vladimir Sjaternikov som Karenin
- Mikhail Tamarov som Vronskij
- Zoja Barantsevitj som Kittie
- V. Obolenskij som Levin